# Колегіальний костел Святої Трійці (Олика)
Колегіа́льний косте́л Свя́тої Трі́йці — римо-католицький парафіяльний костел в смт Олиці Ківерцівського району Волинської області; визначна барокова пам'ятка сакральної архітектури в Україні 1-ї половини XVII століття. Храм визнано найкрасивішим римо-католицьким костелом на Волині.

## Історія
Першу дерев'яну церкву на цьому місці було збудовано у 1588 році за сприяння князя Станіслава Радзивілла — І-го олицького ордината та великого маршалка литовського, якого Пйотр Скарґа переконав відійти від кальвінізму, стати католиком.
Новий мурований костел побудували у 1635—40 роках в основному коштом пожертвувань Альбрехта Станіслава Радзивілла на взірець римського храму Іль-Джезу (відомо, що чимало коштів надав також князь Микола-Юрій Чорторийський). Він вважався тоді найгарнішим храмом Волині. Проект храму належить італійцям Бенедетто Моллі та Джованні Маліверна. Свій внесок у будівництво внесли також скульптори Мельхіор Ерленберг і Міхал Германус.
Костел освятив у 1640 р. луцький єпископ Анджей Гембицький, а через рік піднятий до рангу колегіального.
У 1638 році фундатор костелу заснував при костелі колегію (колегіум) — філію Замойської академії та духовну семінарію.
Капітула олицької колегії проіснувала до 1945 року. Радянська влада зачинила її, а чудова пам'ятка поступового почала руйнуватися.
На початку 90-х років ХХ ст. костел переданий вірним Римо-католицької церкви.
У 2013 році у костелі розпочалися реставраційні роботи, які стали найбільшим проектом відновлювальних робіт, що здійснюється за польський кошт за кордоном. З часом тут планують санктуарій Діви Марії (перший на Волині), в якому буде встановлена копія ікони Матері Божої Казимирецької — покровительки Волині. Оригінальна ікона Матері Божої з Дитятком була привезена з Палестини в XVII столітті Миколаєм Криштофом Радзивіллом «Сиріткою» і до 1939 року вона знаходилася в Олицькому замку. Подарована Фундацією культурної спадщин копія намальована на дерев'яній основі, яку підготував варшавський консерватор творів мистецтва Анджей Казберук та ґданський художник Томаш Кухарський. Оправу для ікони з позолоченої сріблястої бляхи виконав краківський консерватор Тадеуш Ґалянт.
Нині тут діє римо-католицька парафія, яка входить до складу Луцької дієцезії. З нагоди великих релігійних свят у костелі відбуваються меси та богослужіння. Постійно діючим храмом парафії є костел Св. Петра і Павла.

## Архітектура

План костелу

### Костел

#### Екстер'єр
Бароковий костел являє собою тринавну базиліку з нартексом, хорами та півциркульним презбітерієм (апсидою). Головний фасад розділений вертикальними коринфськими пілястрами, над якими поміщено масивний напис латиною «DEUS DE TUIS DONIS TIBI OFFERIMUS», що в перекладі на українську означає «Тобі Боже з Твоїх дарів жертвуємо». Між пілястрами встановлені фігури Святих Войцеха, Станіслава, Петра і Павла роботи Мельхіора Ерленберга. Фасад увінчаний фронтоном, завершеним тимпаном і двома бічними вежами, що примикають до нього. Велике прямокутне поле фронтону заповнене барельєфом «Коронація Пресвятої Діви Марії» із зображенням Пресвятої Діви у повен зріст, що стоїть на півмісяці серед хмар і голівок херувимів. У напівкруглому фронтоні знаходиться барельєф «Бог-Отець».

#### Інтер'єр
Інтер'єр костелу був прикрашений численними скульптурами та різьбленням по дереву, між пілястрами були розміщені великі художні полотна. Над пілястрами знаходилися фігури дванадцяти апостолів (деякі вціліли). Не збереглися вівтарі в стилі раннього бароко, різьблені з мармуру і алебастру, а також лави для каноніків у вівтарній частині роботи Мельхіора Ерленберга — учня Йогана Пфістера. Всередині костелу знаходяться численні гробниці та епітафії родини Радзивіллів, в основному з кольорового мармуру і алебастру. Більшість з них не збереглися до нашого часу.
У костелі знаходилися також численні художні полотна на релігійну тематику та портрети, 6 з яких зберігаються нині у Львівській картинній галереї.

### Дзвіниця
Знаходиться позаду костелу. Цегляна, складається з п'яти хрестових у плані пілонів висотою 15,8 м, об'єднаних напівциркульними арками. Пілони декоровані вузькими плоскими нішами, три середніх пілона прикрашені ліпним маскароном і рослинним орнаментом. Дах покритий черепицею.

### Мури з вежами
Оточують територію костелу. У 60-х роках XX ст. були розібрані північно-західна вежа, значна частина східної і західної стін, а також північна стіна з воротами. Стіни складені з цегли. У плані утворювали витягнутий прямокутник з кутовими вежами-каплицями, круглими в плані, двоярусними. Перший ярус був перекритий циліндричним склепінням, другий — являв собою еліптичний купол, увінчаний сигнатурою. Кладка огорожі з внутрішньої сторони полегшувалася нішами з лучковими перемичками. З північної сторони був головний в'їзд, декорований барочними вазами, з південного боку була вкомпонована дзвіниця, з західної — службові споруди з підвалами.
До нашого часу збереглися лише північно-східній вежа і частина прилеглої до неї стіни.

## Усипальниця
Був похований Альбрехт-Станіслав Радзивілл, його мати Марія з Мишок, старший брат Микола-Христофор, перша — Реґіна Айзенрайх — та друга — Кристина Анна з Любомирських — дружини, малолітніх братів Миколая Станіслава та Юрія Радзивіллів.

## Галерея

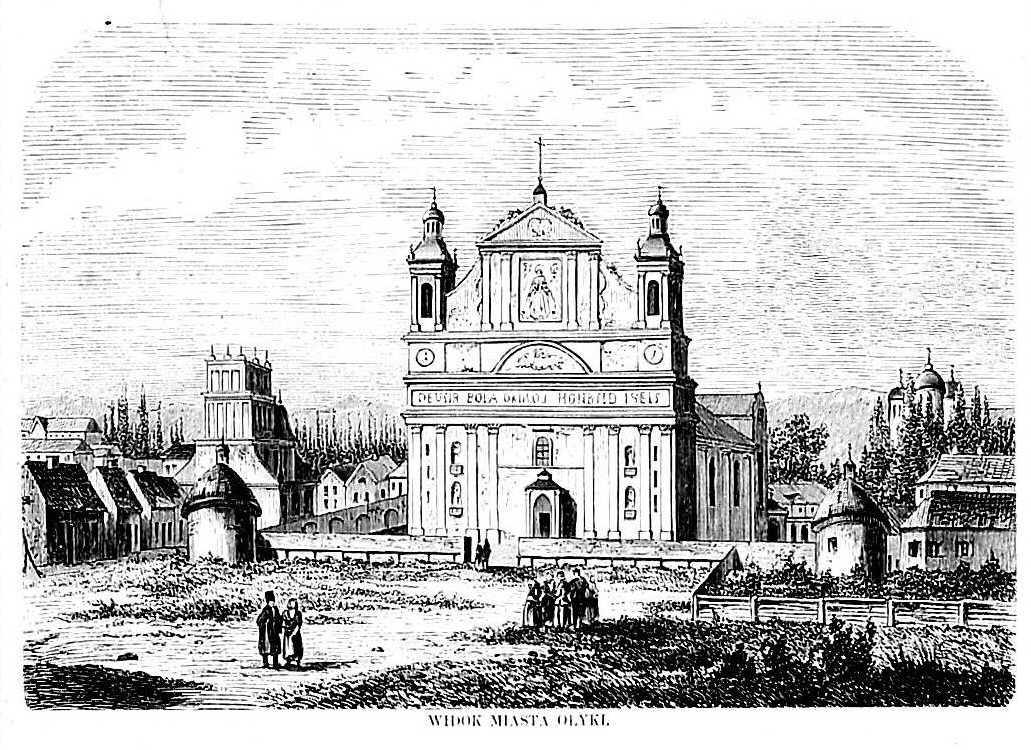
Малюнок 19 століття, невідомий автор. Вигляд Олики. По центру — колегіата
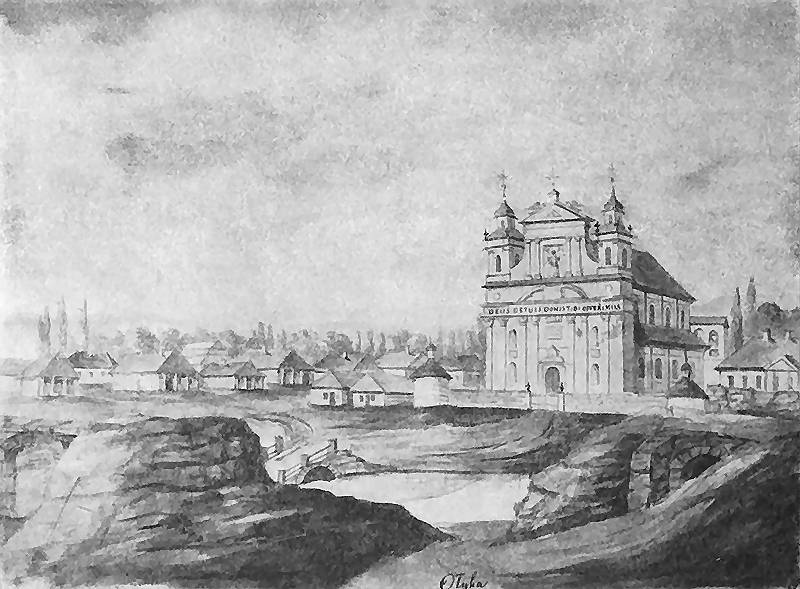
Колегіата св. Трійці. Мал. Наполеона Орди 1874 р.
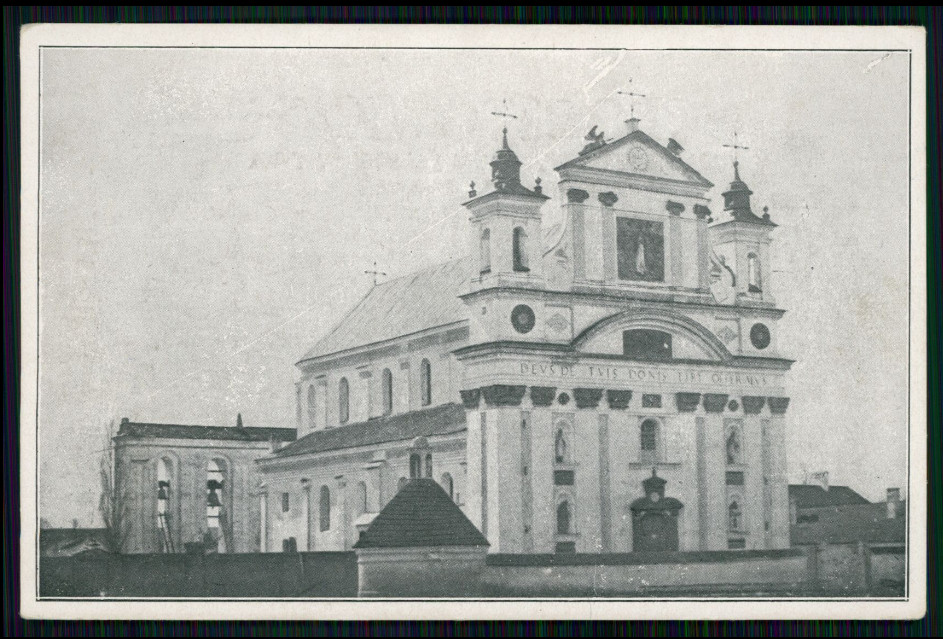
Костел в Олиці. Листівка, ?1918
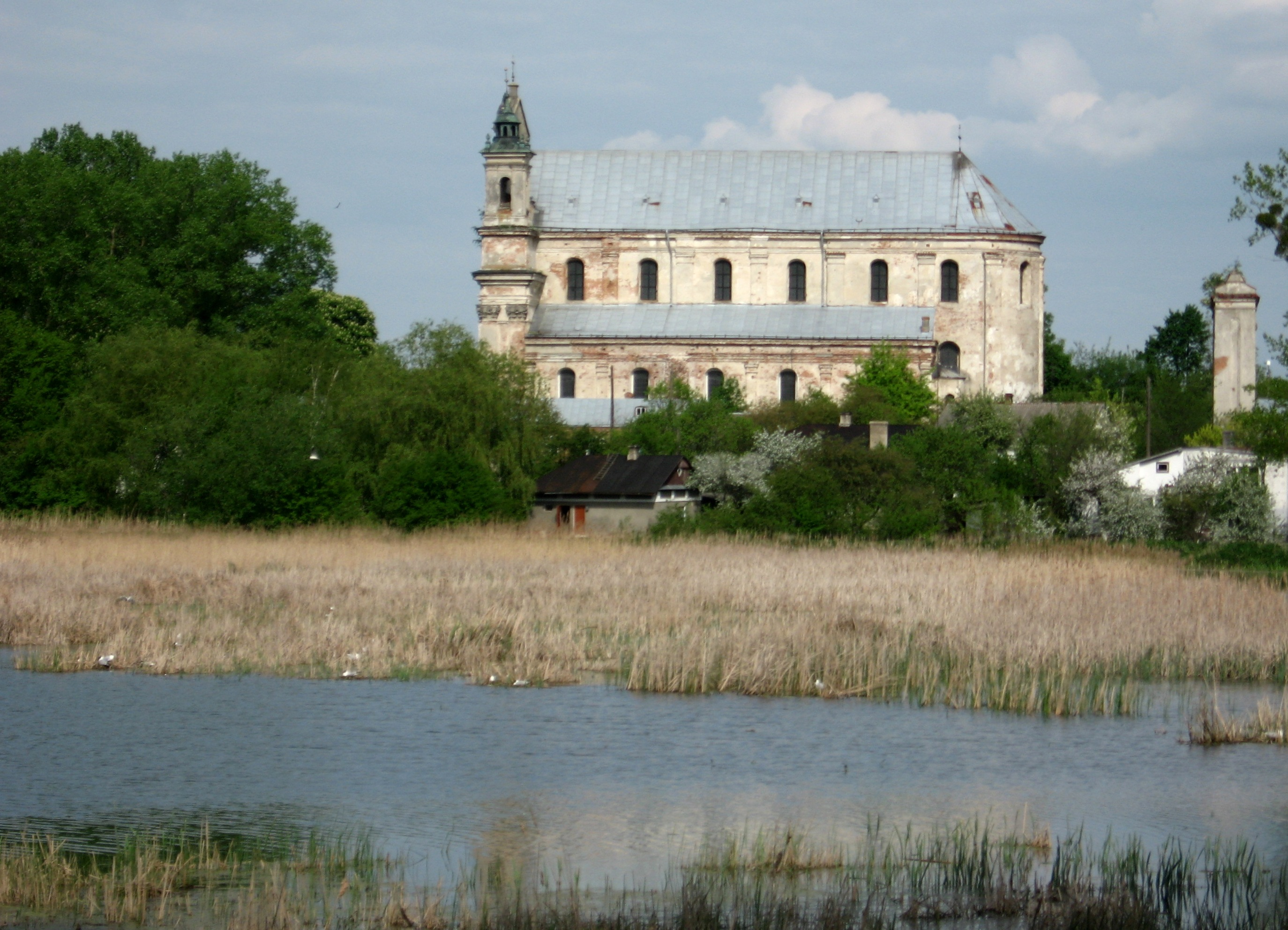
Колегіата зі сторони річки
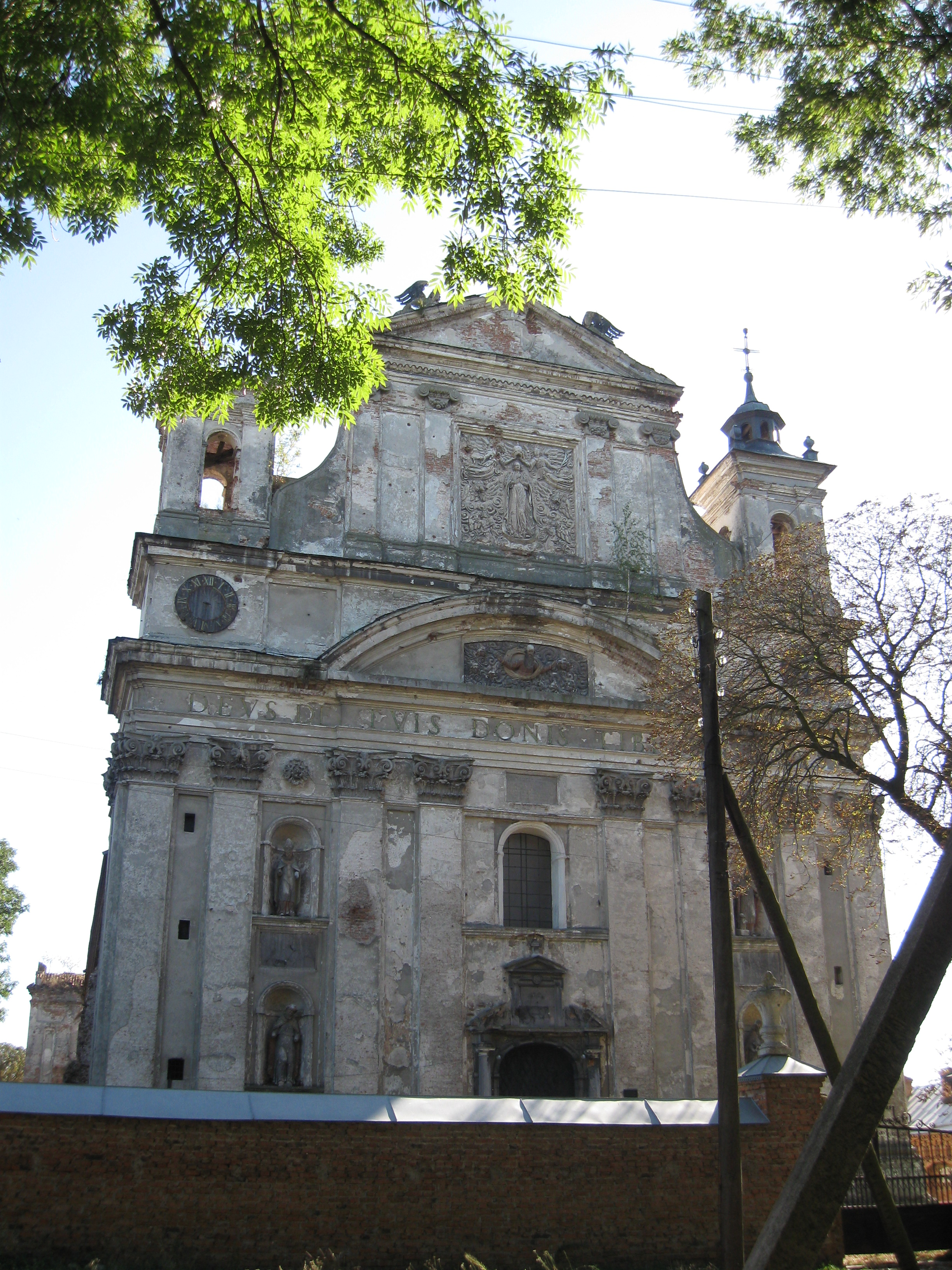
Головний фасад
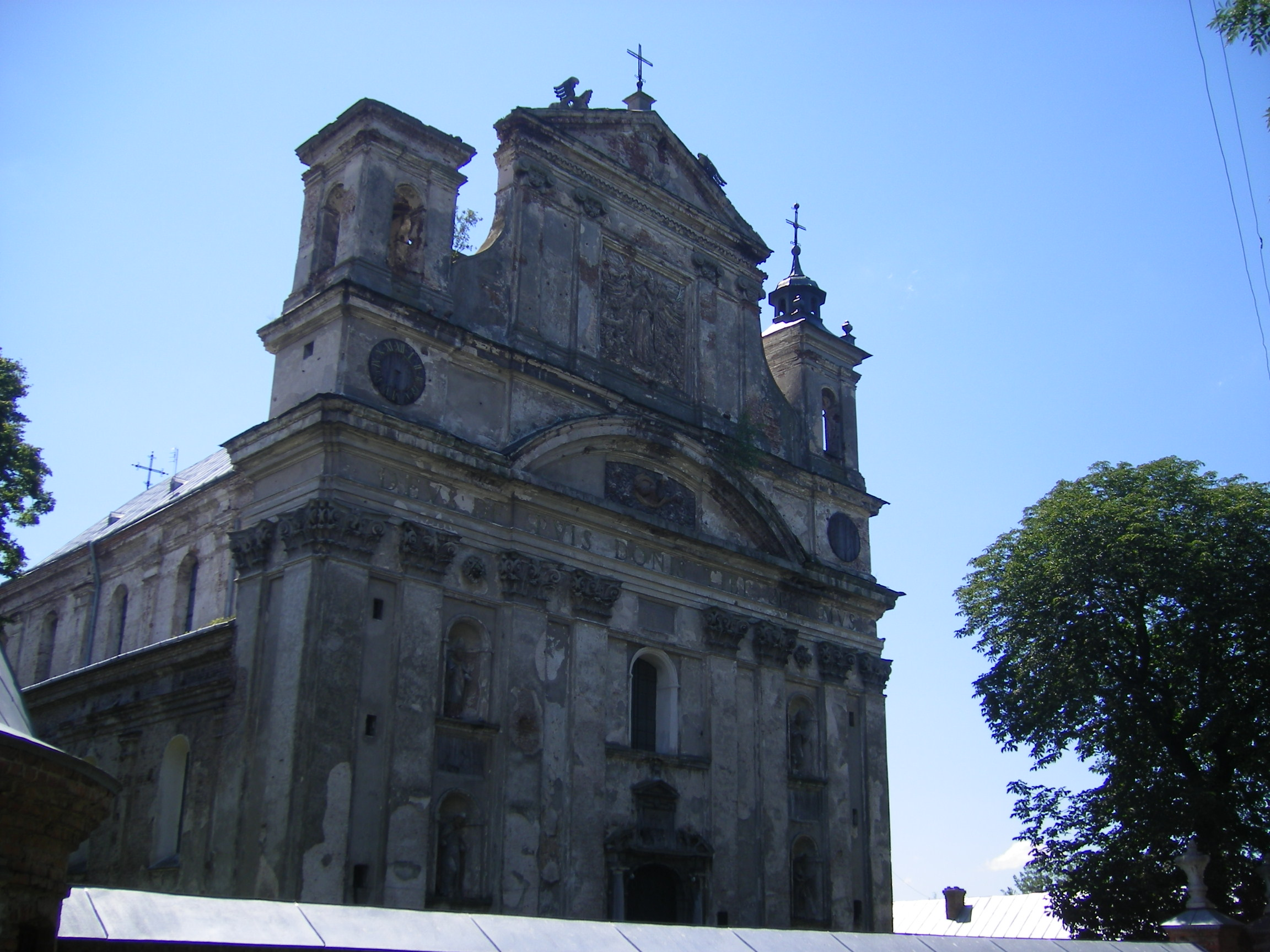
Колегіата Св. Трійці
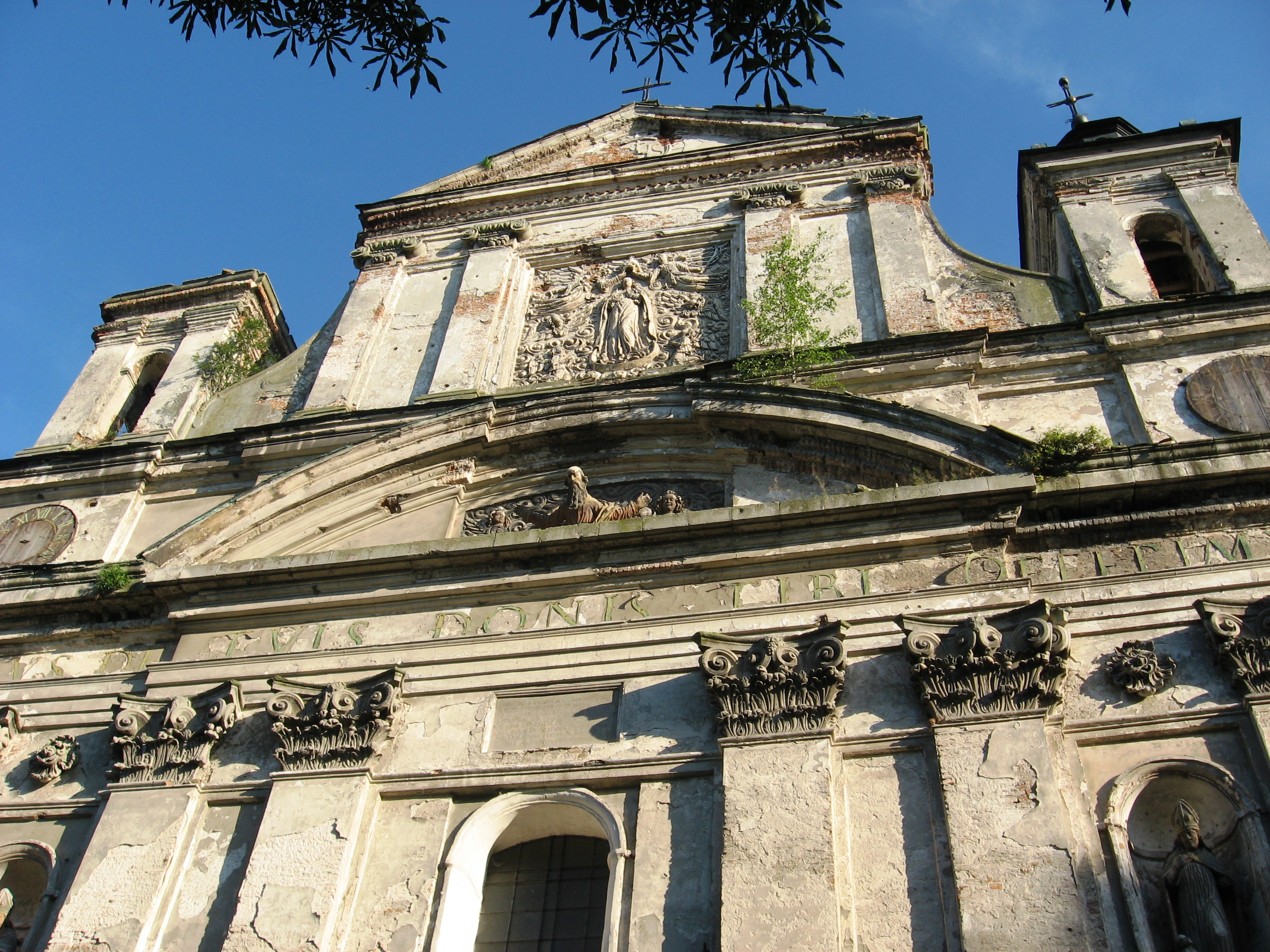
Головний фасад
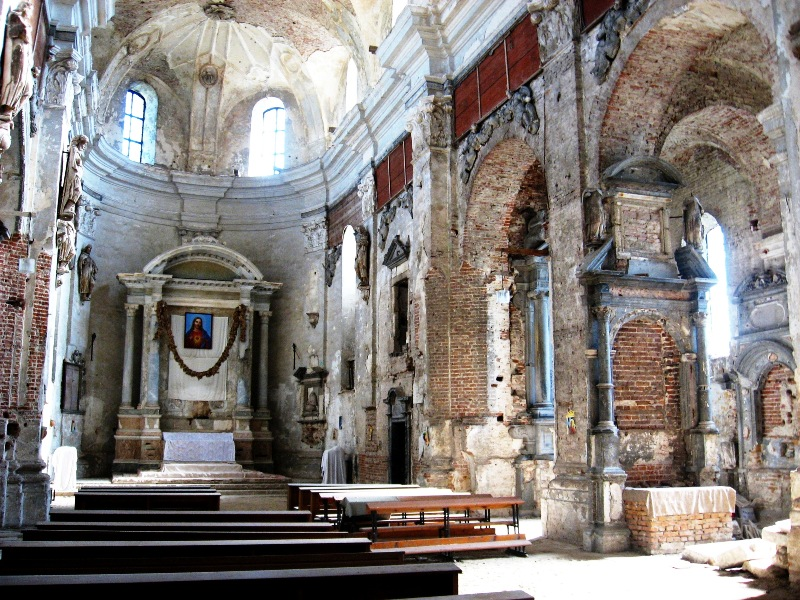
Центральний неф
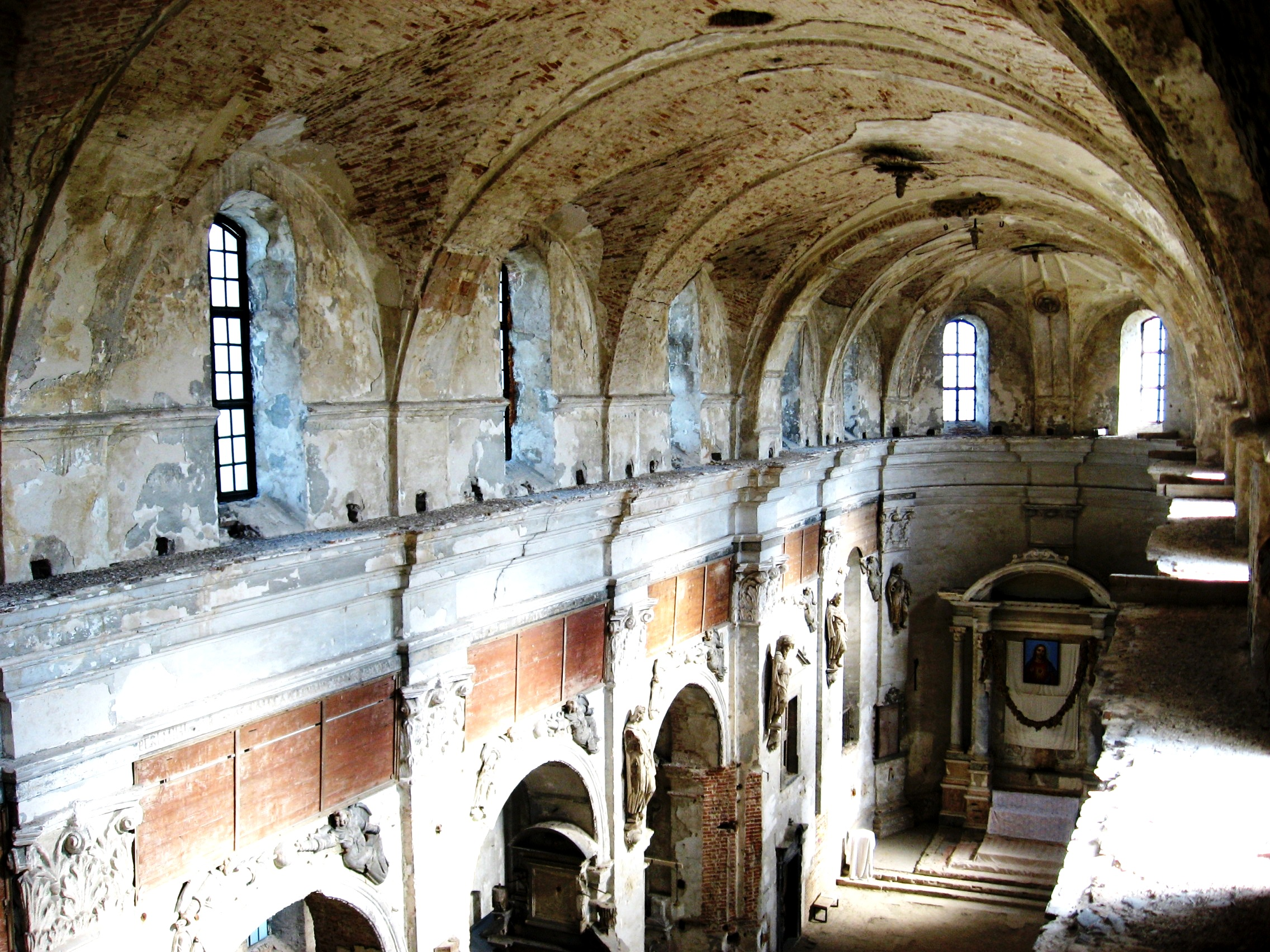
Склепіння центрального нефу
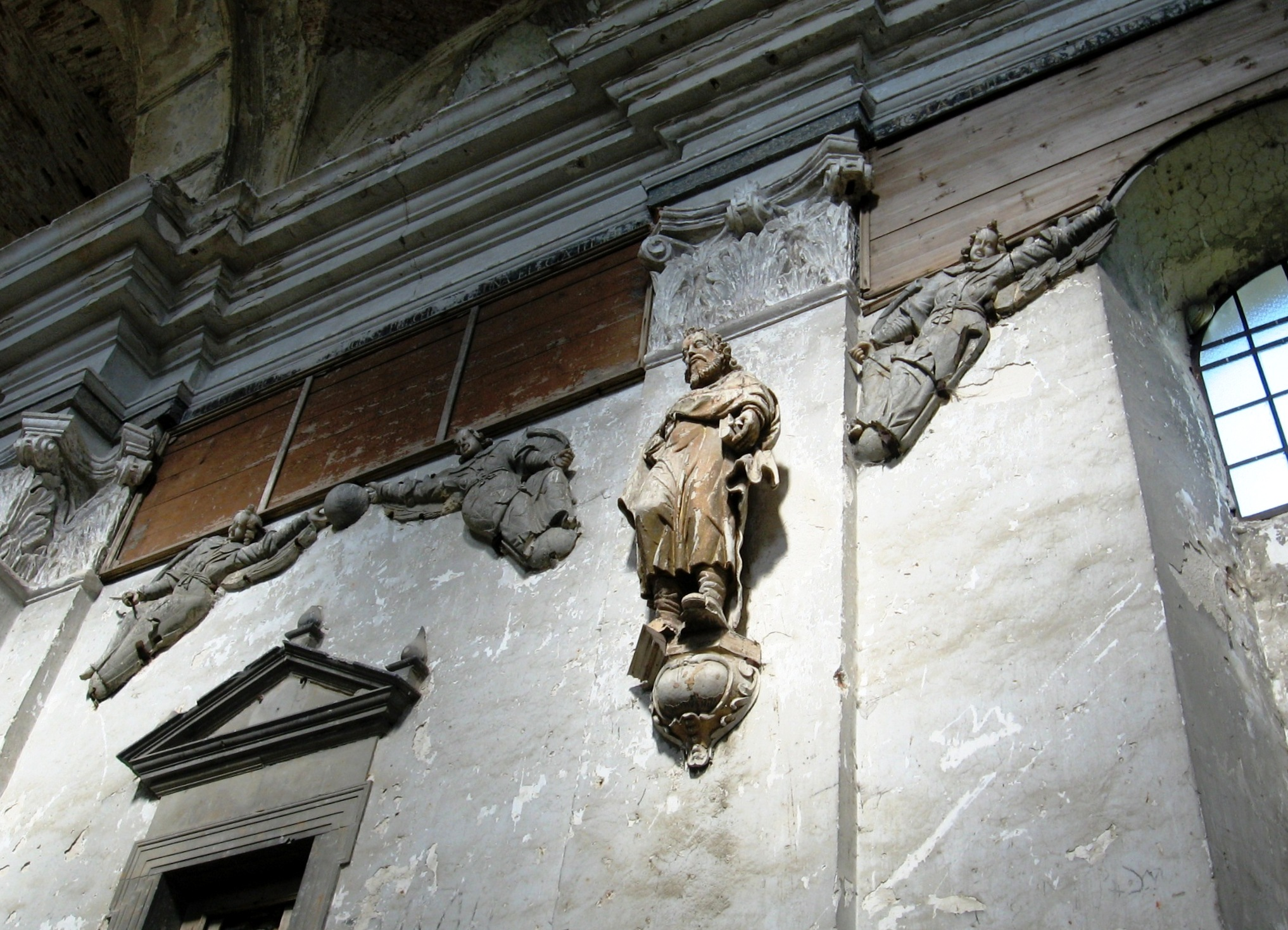
Вцілілі фрагменти скульптур
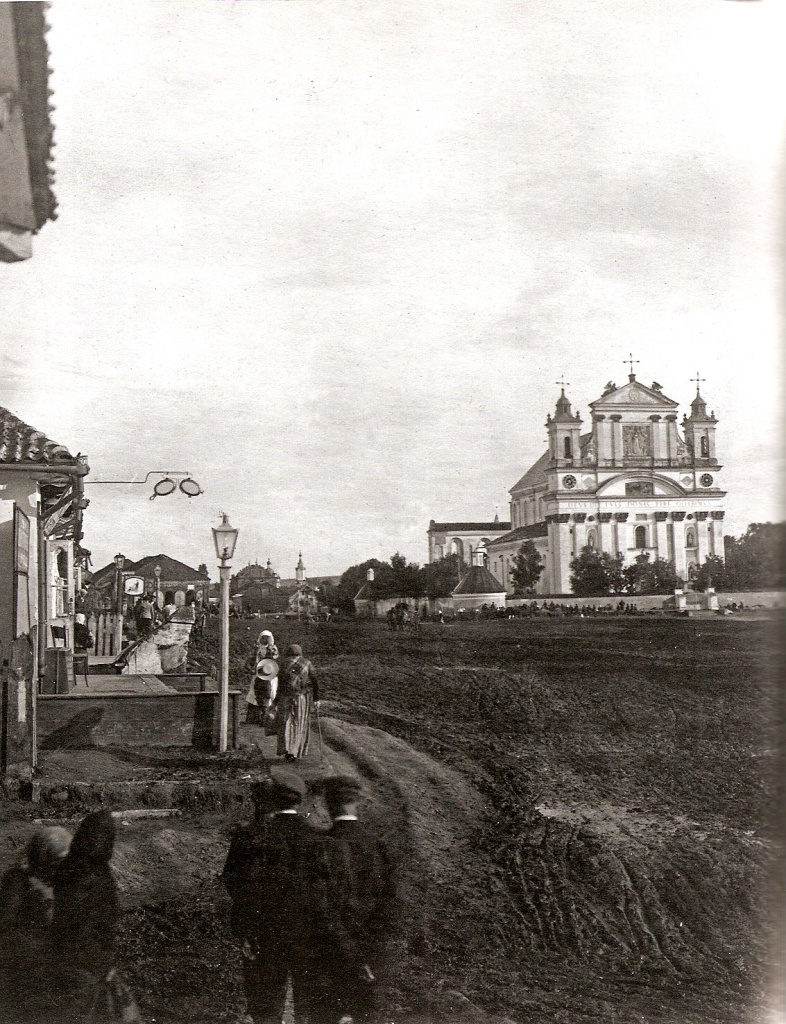
Костел у центрі містечка. Фото 1912-1914 років
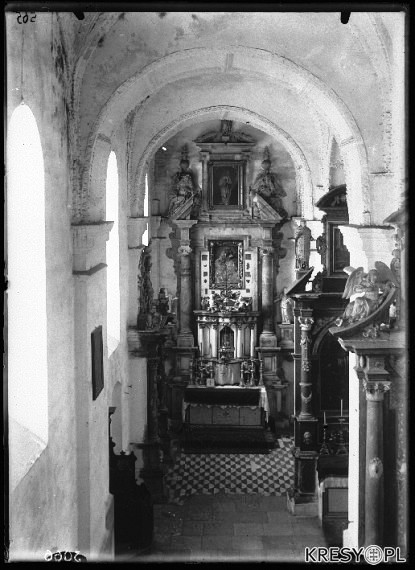
Бічний вітар. Фото першої половини 20 століття
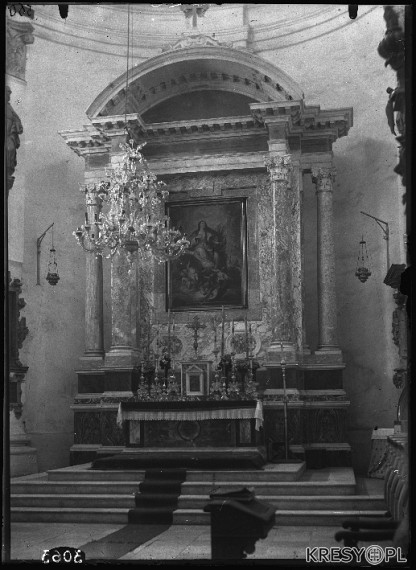
Головний вівтар. Фото першої половини 20 століття
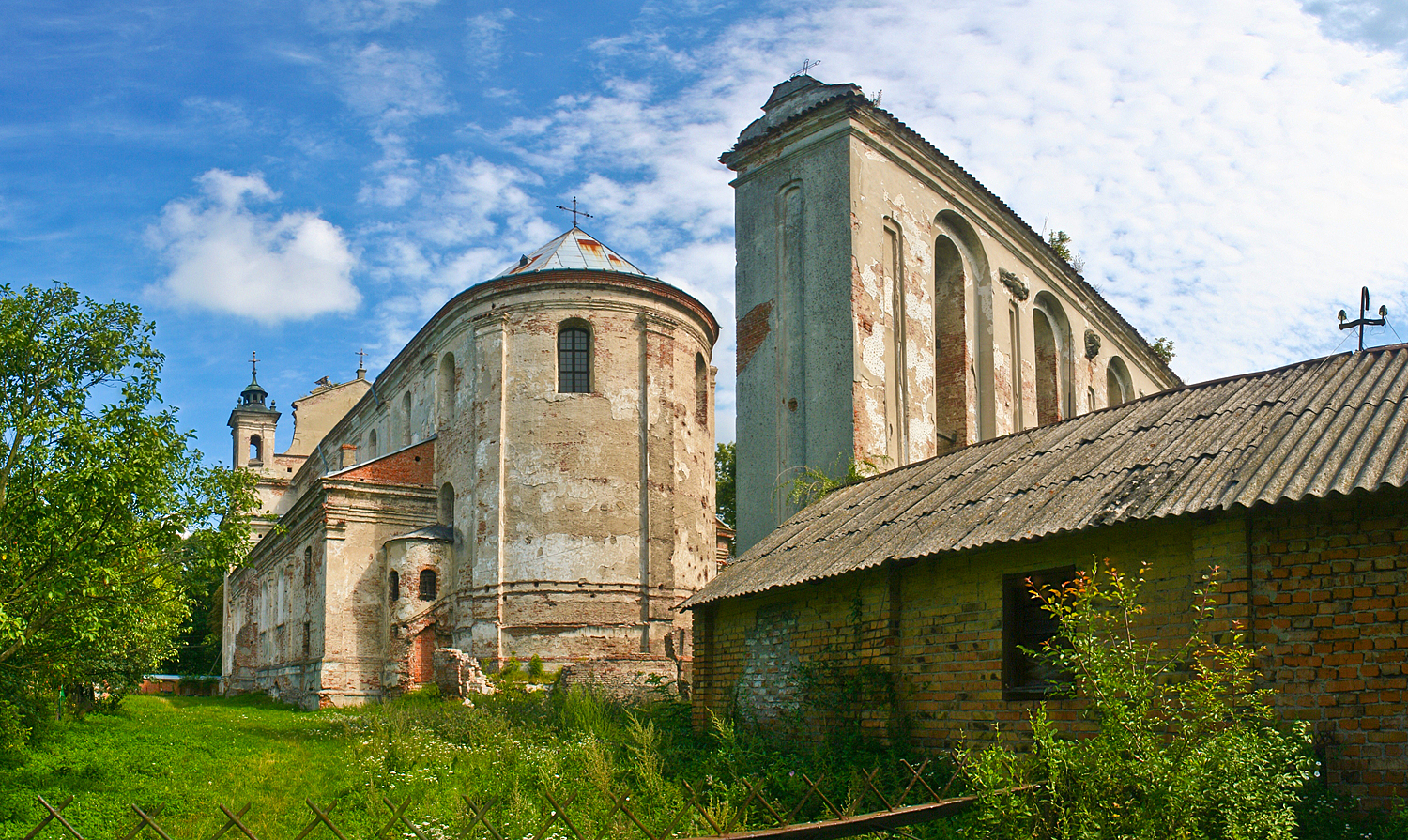
Колегіата з дзвіницею
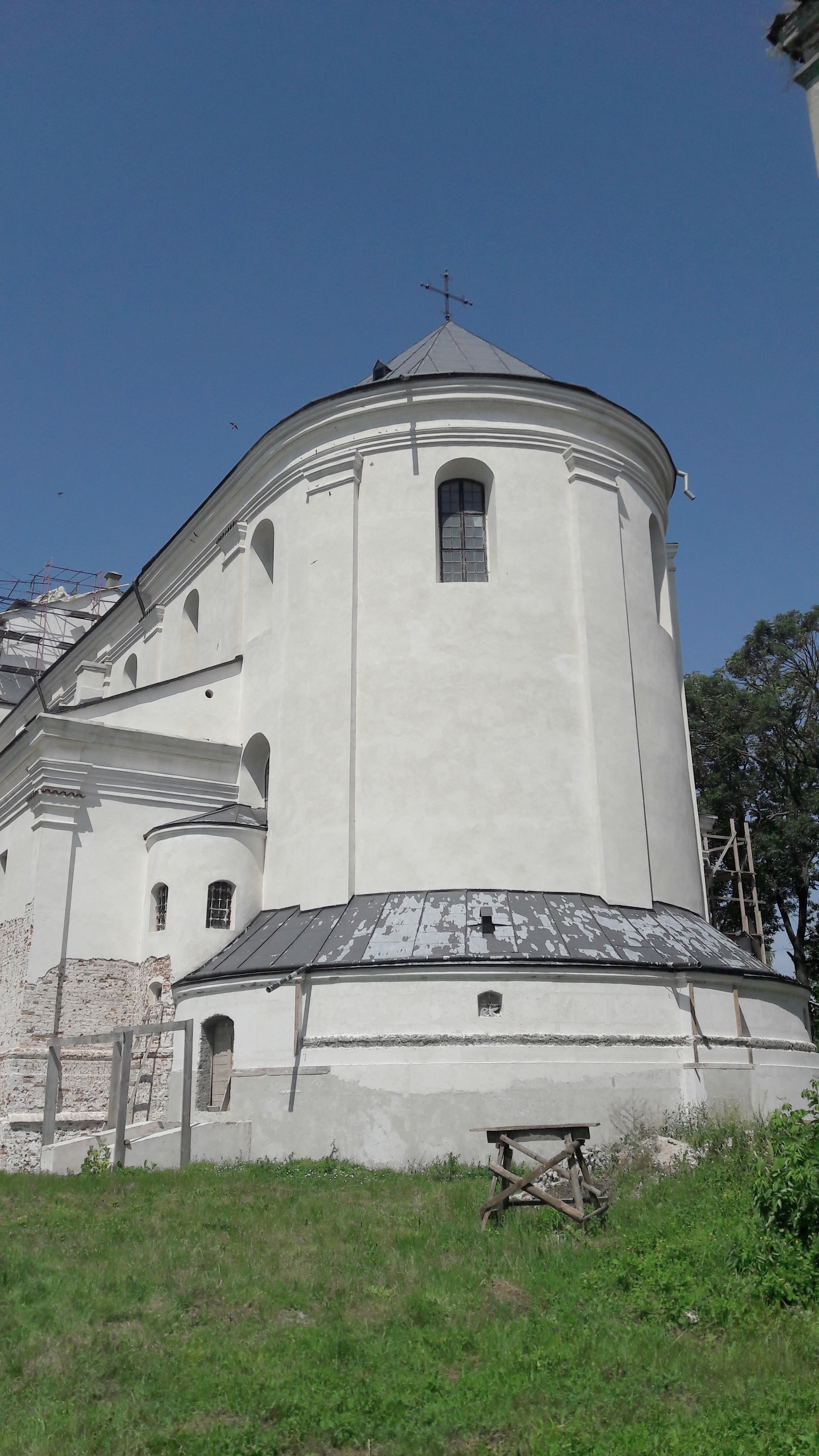
Апсида (Під час реставрації)
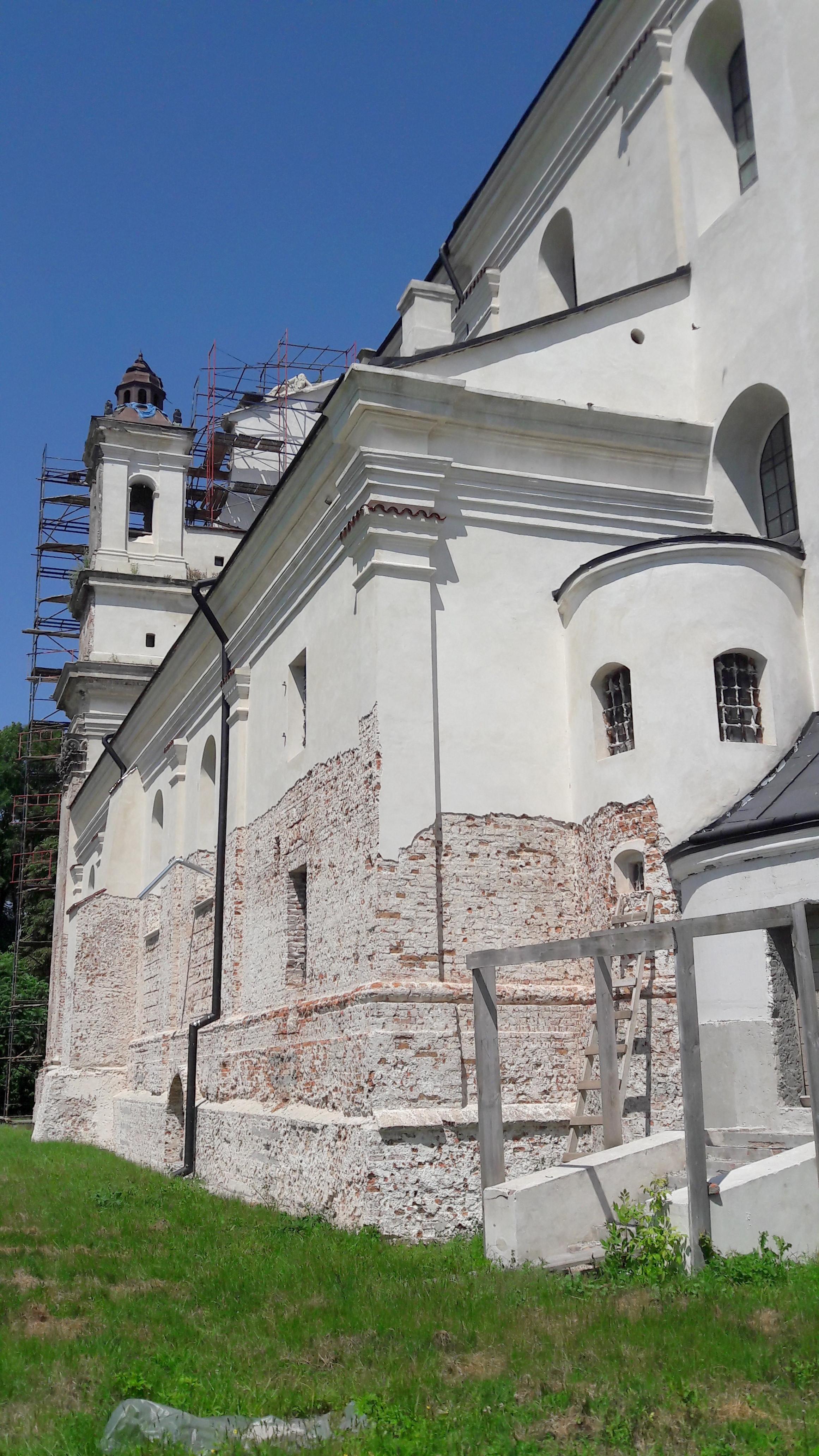
Західний фасад храму (Під час реставрації)
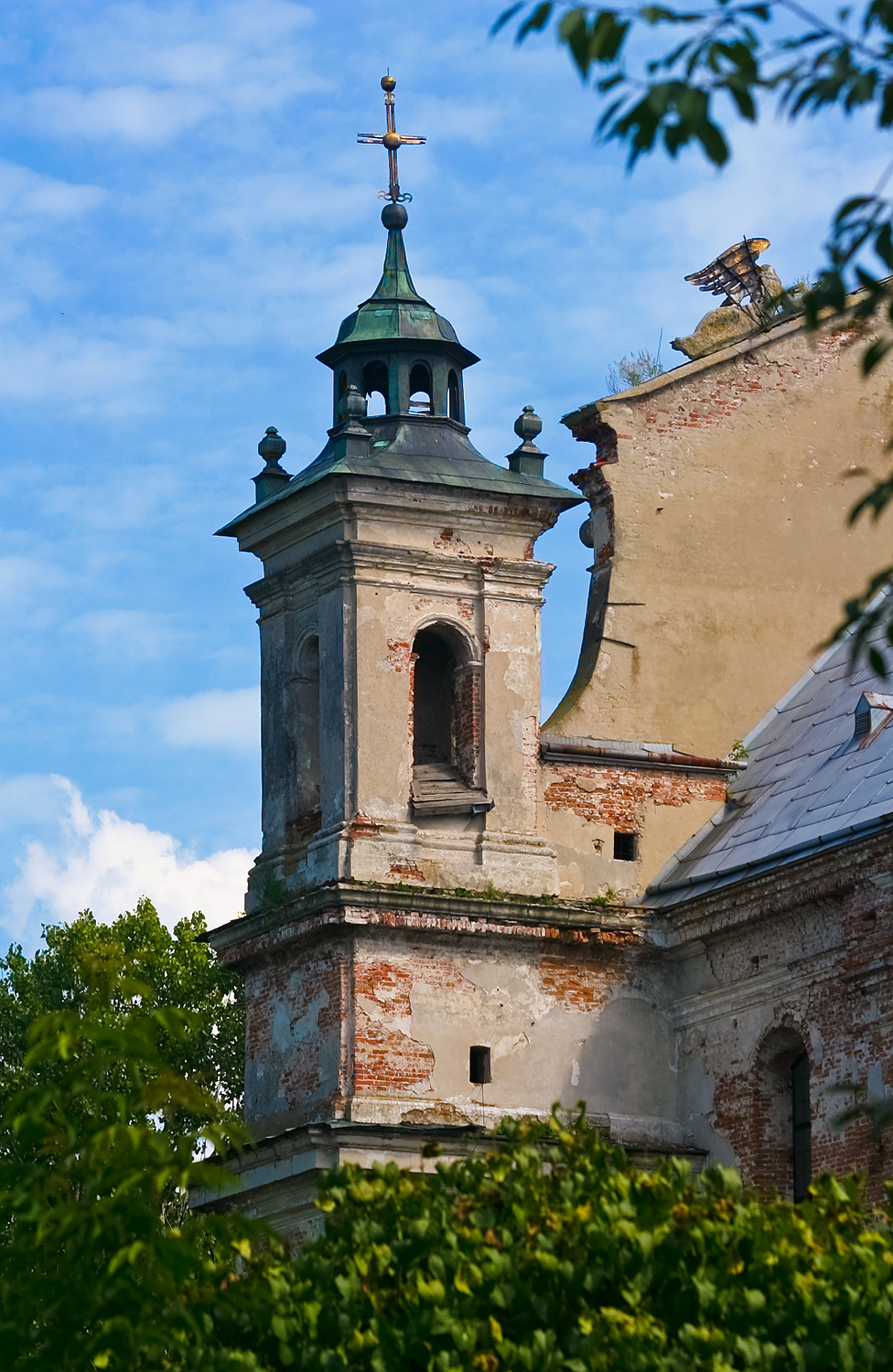
Фрагмент вежі
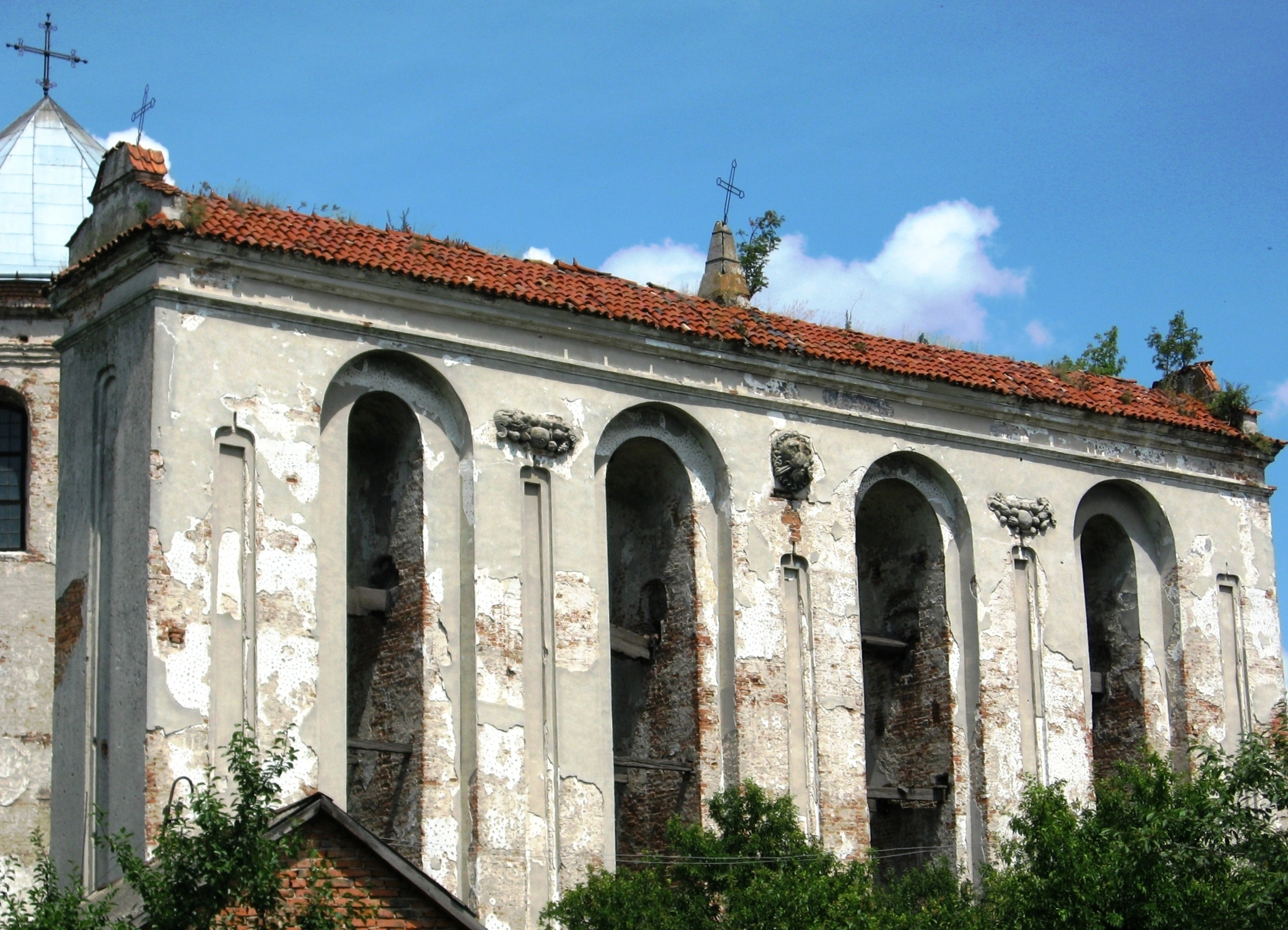
Дзвіниця колегіати